# Église Saint-Jean de Sankt Johann im Pongau
L'église Saint-Jean est une église catholique située dans la ville de Sankt Johann im Pongau dans le land de Salzbourg en Autriche. De style néo-gothique, elle comprend 3 nefs et un chœur à nef unique. L'édifice est classé.

## Historique
L'église a été conçue par l'architecte Georg Schneider en remplacement d'une église détruite dans un incendie. Les plans prévoyaient une grande tour de façade mais lors de la construction celle ci s'est effondrée.
Un autre architecte est intervenu, Josef Wessicken, qui a conçu l'actuelle façade. Les travaux commencés en 1873 se sont achevés en 1876.

## Dimensions
Les dimensions de l'édifice sont les suivantes :

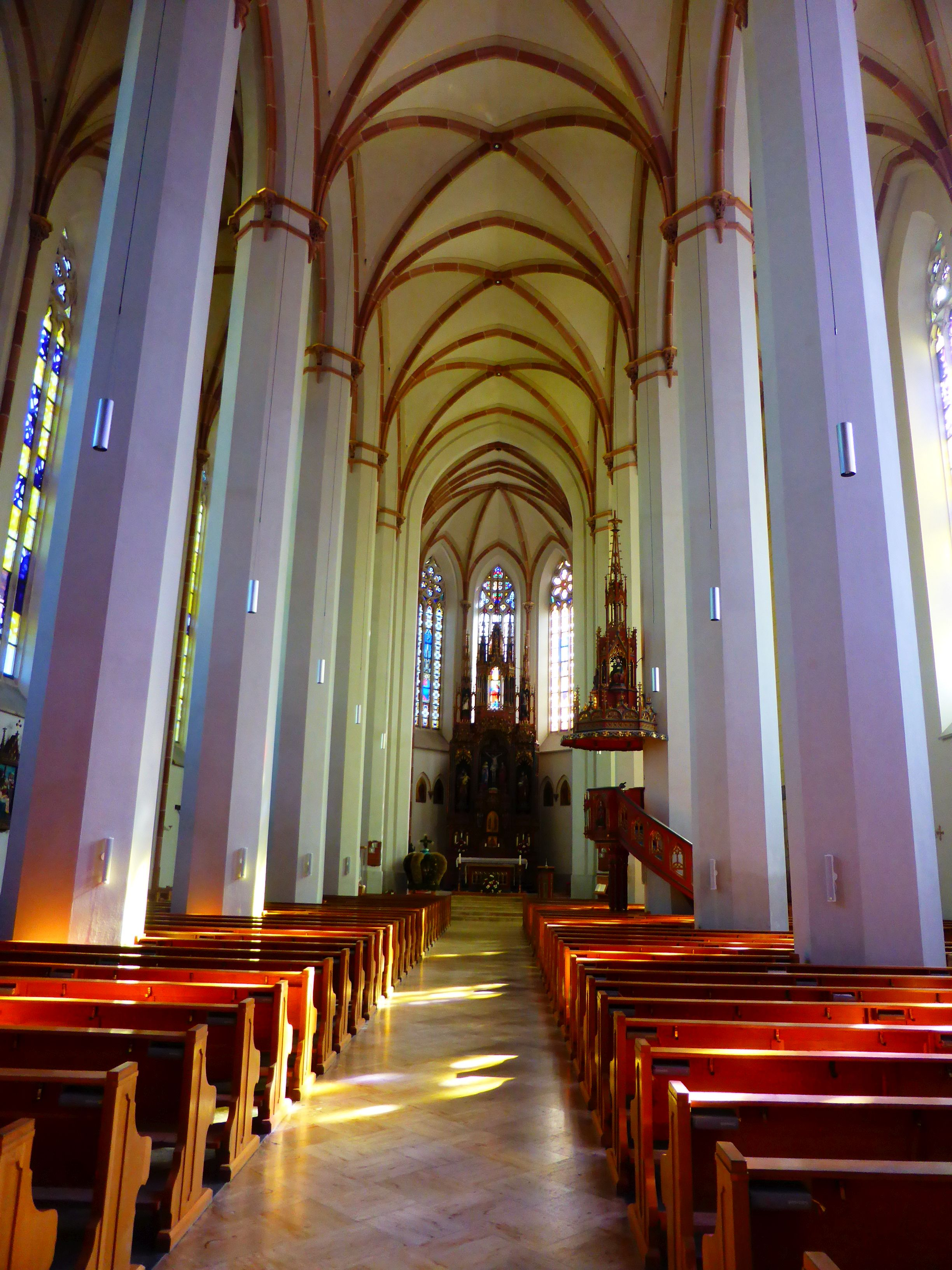
Intérieur de l'église

- Hauteur des voûtes : 20 m
- Longueur : 60 m
- Hauteur des tours : 62 m
- Largeur : 30 m